# Historia del antiguo Levante
El Levante es la zona del suroeste de Asia, al sur de los montes Tauro, delimitada por el mar Mediterráneo al oeste, el desierto de Arabia al sur y Mesopotamia al este. Se extiende aproximadamente 400 mi (643,7 km) de norte a sur, desde los montes Tauro hasta el desierto del Sinaí y el Hiyaz, y de este a oeste entre el mar Mediterráneo y el río Jabur. El término se utiliza a menudo para referirse a las siguientes regiones o estados modernos: Siria, Líbano, Israel, Palestina y Jordania. En ocasiones, el término incluye Cilicia, Chipre y la península del Sinaí.
El Levante es uno de los primeros centros de sedentarismo y agricultura a lo largo de la historia, y algunas de las primeras culturas agrarias, el Neolítico precerámico, se desarrollaron en la región. Anteriormente considerada una región periférica del antiguo Oriente Próximo, el mundo académico moderno considera en gran medida al Levante como un centro de civilización por sí mismo, independiente de Mesopotamia y Egipto. Durante las edades de Bronce y Hierro, en el Levante se desarrollaron muchos pueblos y reinos de habla semítica, y muchos lo consideran el urheimat de las lenguas semíticas.

## Edad de Piedra

### Paleolítico
Los Homo sapiens anatómicamente modernos aparecen en la zona del monte Carmelo, en Canaán, durante el Paleolítico Medio, en torno al 90.000 a. C.. Estos emigrantes fuera de África no parecen haber tenido éxito, y en torno al 60 000 a. C. en el Levante, los grupos neandertales parecen haberse beneficiado del empeoramiento del clima y sustituido a los Homo sapiens, que posiblemente quedaron confinados de nuevo en África.
Una segunda salida de África queda demostrada por la cultura del Paleolítico Superior de Boker Tachtit, de 52.000 a 50.000 a. C., en la que los humanos del nivel Ksar Akil XXV son humanos modernos. Esta cultura se parece mucho a la cultura auriñaciense de Badoshan, en Irán, y a la posterior cultura egipcia sebiliana I, de c. 50.000 a. C.. Stephen Oppenheimer sugiere que esto refleja un movimiento de grupos humanos modernos hacia el norte de África en esta época.
Al parecer, esto fija la fecha en la que las culturas del Paleolítico Superior de Homo sapiens empiezan a sustituir a la neandertal Levallois-Musteriense, y hacia c. 40.000 a. C. la región estaba ocupada por la cultura ahmariana auriñaciense levantina, que duró de 39.000 a 24.000 a. C. Esta cultura tuvo bastante éxito, extendiéndose como cultura anteliense (auriñaciense tardía), hasta el sur de Anatolia, con la cultura atlitana.

### Epipaleolítico
Tras el último máximo glacial, aparece una nueva cultura epipaleolítica. La aparición de la cultura kebariense, de tipo microlito, supone una importante ruptura en la continuidad cultural del Paleolítico Superior levantino. La cultura kebariense, con su uso de microlitos, se asocia con el uso del arco y la flecha y la domesticación del perro. La cultura kebariense se extendió desde el 18.000 al 10.500 a. C. y muestra claras conexiones con las culturas microlíticas anteriores que usaban el arco y la flecha, y utilizaban piedras de moler para cosechar granos silvestres, que se desarrollaron a partir de la cultura halfan de Egipto, c. 24.000 - c. 17.000 a. C., que procedía de la tradición ateriense del Sáhara, aún más temprana. Algunos lingüistas consideran que se trata de la primera llegada de lenguas nostráticas a Oriente Próximo.
La cultura kebariense tuvo bastante éxito y fue ancestral de la posterior cultura natufiense (12.500-9.500 a. C.), que se extendió por toda la región levantina. Este pueblo fue pionero en los primeros asentamientos sedentarios, y es posible que se mantuviera de la pesca y de la cosecha de cereales silvestres abundantes en la región en aquella época. En julio de 2018, los restos más antiguos de pan se descubrieron hacia el 12.400 a. C. en el yacimiento arqueológico de Shubayqa 1, que fue el hogar de los cazadores-recolectores natufianos, unos 4.000 años antes de la llegada de la agricultura.
La cultura natifuense también demuestra la domesticación más temprana del perro, y la ayuda de este animal en la caza y la vigilancia de los asentamientos humanos puede haber contribuido al éxito de la difusión de esta cultura. En la región del Levante sirio septentrional y anatolio oriental, la cultura natufiense de Cayonu y Mureybet desarrolló la primera cultura plenamente agrícola con la adición de cereales silvestres, que más tarde se complementó con ovejas y cabras domesticadas, que probablemente fueron domesticadas primero por la cultura zarziana del norte de Irak e Irán (que al igual que la cultura natufiense también puede haberse desarrollado a partir de la kebariense).

### Neolítico y Calcolítico
Hacia 8500-7500 a. C., la cultura neolítica precerámica A (PPNA) se desarrolló a partir de la tradición local anterior a la natifuense, habitando en casas redondas y construyendo el primer emplazamiento defensivo en Tell es-Sultan (antigua Jericó) (protegiendo un valioso manantial de agua dulce). Esta tradición fue sustituida en el 7500 a. C. por el neolítico precerámico B (PPNB), que vivía en casas cuadradas y procedía del norte de Siria y de la curva del Éufrates.
Durante el periodo 8500-7500 a. C., otro grupo de cazadores-recolectores, que mostraba claras afinidades con las culturas de Egipto (en particular la técnica de retoque Outacha para trabajar la piedra), se encontraba en el Sinaí. Esta cultura harifiana pudo haber adoptado el uso de la cerámica de la cultura isnan y la cultura helwan de Egipto (que duró del 9000 al 4500 a. C.), y posteriormente se fusionó con elementos de la cultura PPNB durante la crisis climática del 6000 a. C. para formar lo que Juris Zarins denomina el tecnocomplejo pastoral siro-arábigo, que vio la expansión de los primeros pastores nómadas en el Oriente Próximo antiguo. Éstos se extendieron hacia el sur a lo largo de la costa del Mar Rojo y penetraron en las culturas bifaciales árabes, que se hicieron progresivamente más neolíticas y pastoriles, y se extendieron hacia el norte y el este, para sentar las bases de los pueblos martu y acadios de Mesopotamia, que habitaban en tiendas de campaña.
En el valle del Amuq, en Siria, parece haber sobrevivido la cultura PPNB, que influyó en posteriores desarrollos culturales más al sur. Los elementos nómadas se fusionaron con la PPNB para formar la cultura minhata y la cultura yarmukia, que se extenderían hacia el sur, iniciando el desarrollo de la cultura mediterránea clásica de agricultura mixta, y a partir del 5600 a. C. se asociaron con la cultura ghassulia de la región, la primera cultura calcolítica del Levante. Este periodo también fue testigo del desarrollo de estructuras megalíticas, que continuaron en la Edad de Bronce.
Históricamente, los beduinos se dedicaban al pastoreo nómada, la agricultura y, a veces, la pesca en la estepa siria desde el año 6000 a. C.. Hacia el 850 a. C. se estableció una compleja red de asentamientos y campamentos. Las primeras tribus árabes surgieron de los beduinos.

## Edad del Cobre

### Civilización de Kish
La civilización de Kish o tradición de Kish es un concepto creado por Ignace Gelb y descartado por estudiosos más recientes, que Gelb situó en lo que denominó la era semítica oriental temprana en Mesopotamia y el Levante, a partir de principios del IV milenio a. C.. Este concepto abarcaba los yacimientos de Ebla y Mari en el Levante, Nagar en el norte, y los yacimientos protoacadios de Abu Salabikh y Kish en el centro de Mesopotamia, que constituían la región de Uri tal y como la conocían los sumerios. Se consideraba que la civilización de Kish finalizó con el ascenso del Imperio acadio en el siglo XXIV a. C.

## Edad de Bronce

### Edad del Bronce temprana y media
Algunos estudiosos recientes que se ocupan de la parte siria del Levante durante la Edad del Bronce utilizan una subdivisión específica para Siria: «Siria temprana/proto-siria» para la Edad del Bronce temprana (3300-2000 a. C.); “Siria antigua” para la Edad del Bronce media (2000-1550 a. C.); y “Siria media” para la Edad del Bronce tardía (1550-1200 a. C.).«El periodo neosirio» corresponde a la Edad del Hierro temprana. El periodo sirio temprano estuvo dominado por los reinos de habla semítica oriental de Ebla, Nagar y Mari. En su mayor extensión, Ebla controlaba un área de aproximadamente la mitad del tamaño de la actual Siria, desde Ursa'um en el norte hasta los alrededores de Damasco en el sur, y desde Fenicia y las cordilleras litorales en el oeste hasta Haddu en el este, con más de sesenta reinos vasallos y ciudades-estado. En las estepas del sur de Ebla vivían confederaciones tribales nómadas móviles como Mardu, Dadanu e Ib'al.

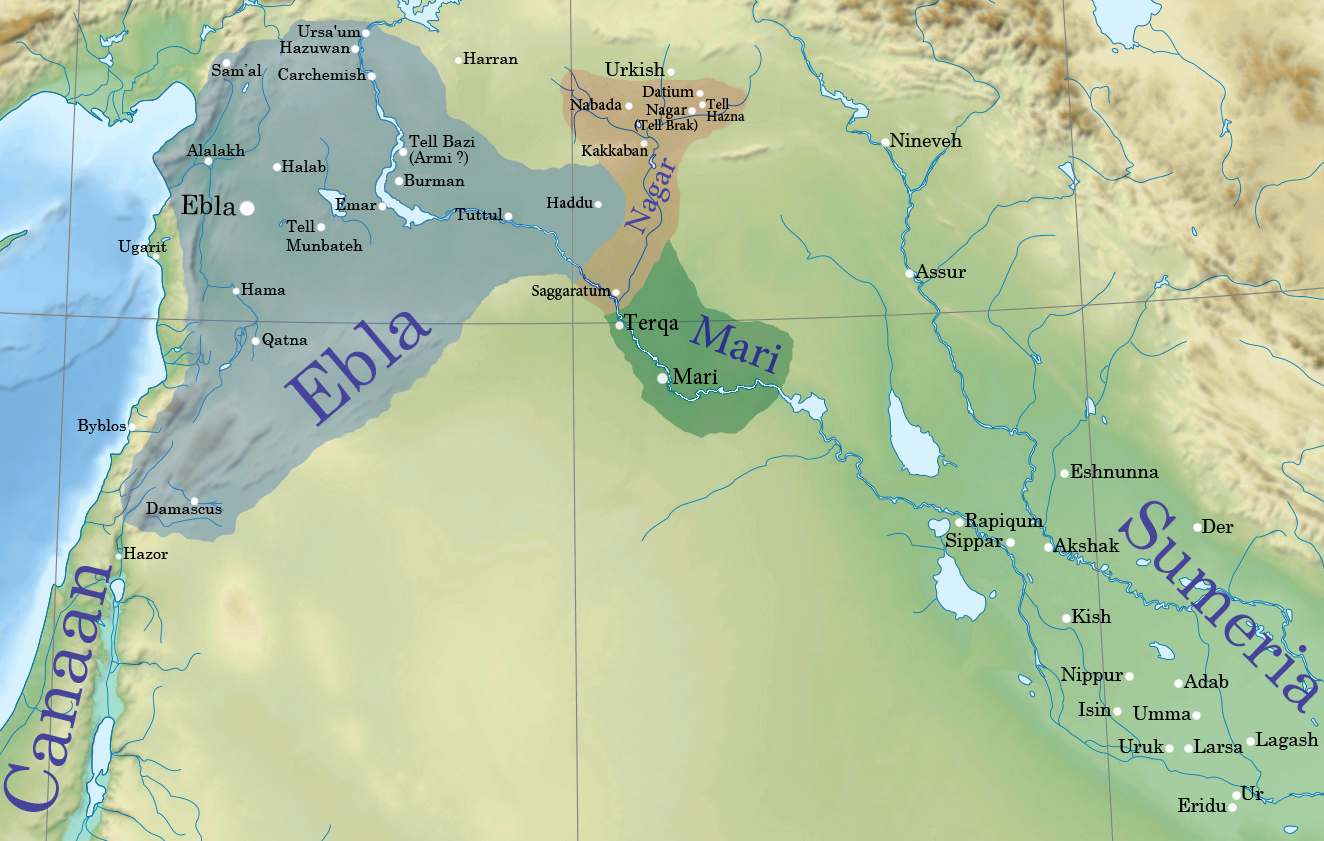
Primer reino de Ebla, c. 3000-2300 a. C.

Ebla y Mari fueron incorporadas al Imperio acadio por Sargón de Acad y sus sucesores, hasta que el imperio se derrumbó debido a un importante acontecimiento climático en torno al 2200 a. C. Este acontecimiento provocó la afluencia de nómadas amorreos a Sumeria, y se correlaciona con una posterior afluencia y expansión de asentamientos también en muchas regiones de Siria. En los últimos períodos de la tercera dinastía de Ur, los amorreos inmigrantes se habían convertido en una fuerza tal que el rey de Ur, Shu-Sin, se vio obligado a construir un muro de 270 kilómetros (167,8 mi) apodado «repelente de los amorreos», que se extendía entre el Tigris y el Éufrates, para mantenerlos a raya. Los amorreos son representados en los registros contemporáneos como tribus nómadas bajo el mando de jefes, que se forzaron en tierras que necesitaban para pastar sus rebaños. Parte de la literatura acadia de esta época habla despectivamente de los amorreos y da a entender que los pueblos urbanizados de Mesopotamia veían su modo de vida nómada y primitivo con repugnancia y desprecio. En el mito sumerio «Matrimonio de Martu», escrito a principios del II milenio a. C., se advierte a una diosa que está considerando casarse con el dios de los amorreos:
Ahora escucha, sus manos son destructivas y sus rasgos como los de los monos; (un amorreo) es aquel que come lo que (el dios de la Luna) Nanna prohíbe y no muestra reverencia. Nunca dejan de vagar [...], son una abominación para las moradas de los dioses. Sus ideas son confusas; sólo causan disturbios. (El amorreo) está vestido con piel de saco [...], vive en una tienda, expuesto al viento y a la lluvia, y no puede recitar oraciones correctamente. Vive en las montañas e ignora los lugares de los dioses, desentierra trufas en las estribaciones, no sabe doblar la rodilla (en la oración) y come carne cruda. No tiene casa durante su vida, y cuando muera no será llevado a un lugar de enterramiento. Novia mía, ¿por qué te casarías con Martu?

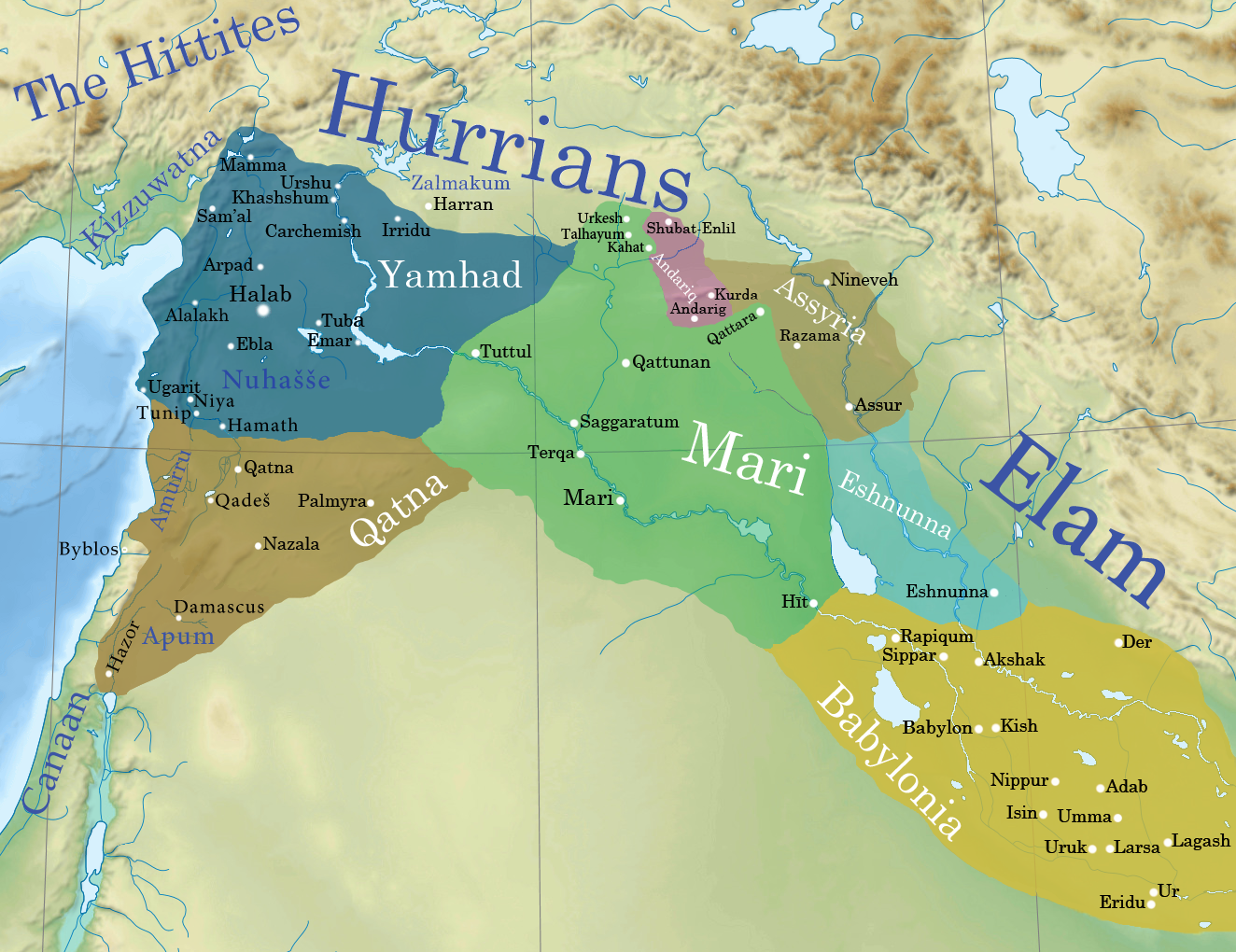
Tres principales reinos sirios: Mari, Qatna y Yamhad c. siglo XVIII a. C.

Los amorreos llegaron a dominar política y culturalmente gran parte del antiguo Oriente Próximo durante siglos y fundaron múltiples reinos en toda la región, incluido el Imperio de la Antigua Babilonia. Entre los amorreos famosos se encuentran el rey babilonio Hammurabi y el caudillo Shamshi-Adad I. Tras el declive de la III dinastía de Ur, los gobernantes amorreos ganaron poder en varias ciudades-estado mesopotámicas, comenzando en el periodo Isin-Larsa y alcanzando su punto álgido en el periodo de la Antigua Babilonia.
En el sur de Mesopotamia, Babilonia se convirtió en la principal potencia bajo el gobierno amorreo de Sumu-la-El y su sucesor Hammurabi (c. 1792-1750 a. C.). En el norte de Mesopotamia, el caudillo amorreo Shamshi-Adad I conquistó gran parte de Asiria y formó el extenso, aunque efímero, reino de la Alta Mesopotamia. En el Levante, dinastías amorreas gobernaron varios reinos de Qatna, Ebla y Yamhad, que también contaban con una importante población hurrita. Mari también fue gobernada por la dinastía amorrea Lim, que pertenecía a los amorreos pastores conocidos como haneos, divididos en las tribus yaminitas (hijos del sur) y sim'alitas (hijos del norte). Otro pueblo semita de este periodo, los suteanos, habitaban Suhum y estaban en conflicto directo con Mari. Los suteanos eran nómadas famosos en la poesía épica por ser feroces guerreros nómadas y, al igual que los Habiru, trabajaban tradicionalmente como mercenarios.
Los elementos amorreos también se encontraban en Egipto con la Dinastía XIV de Egipto del Delta del Nilo, cuyos gobernantes llevaban nombres claramente amorreos como Yakbim. Los hicsos, que invadieron Egipto y fundaron la decimoquinta dinastía, eran una amalgama de elementos levantinos, incluidos los amorreos.

### Dominio extranjero

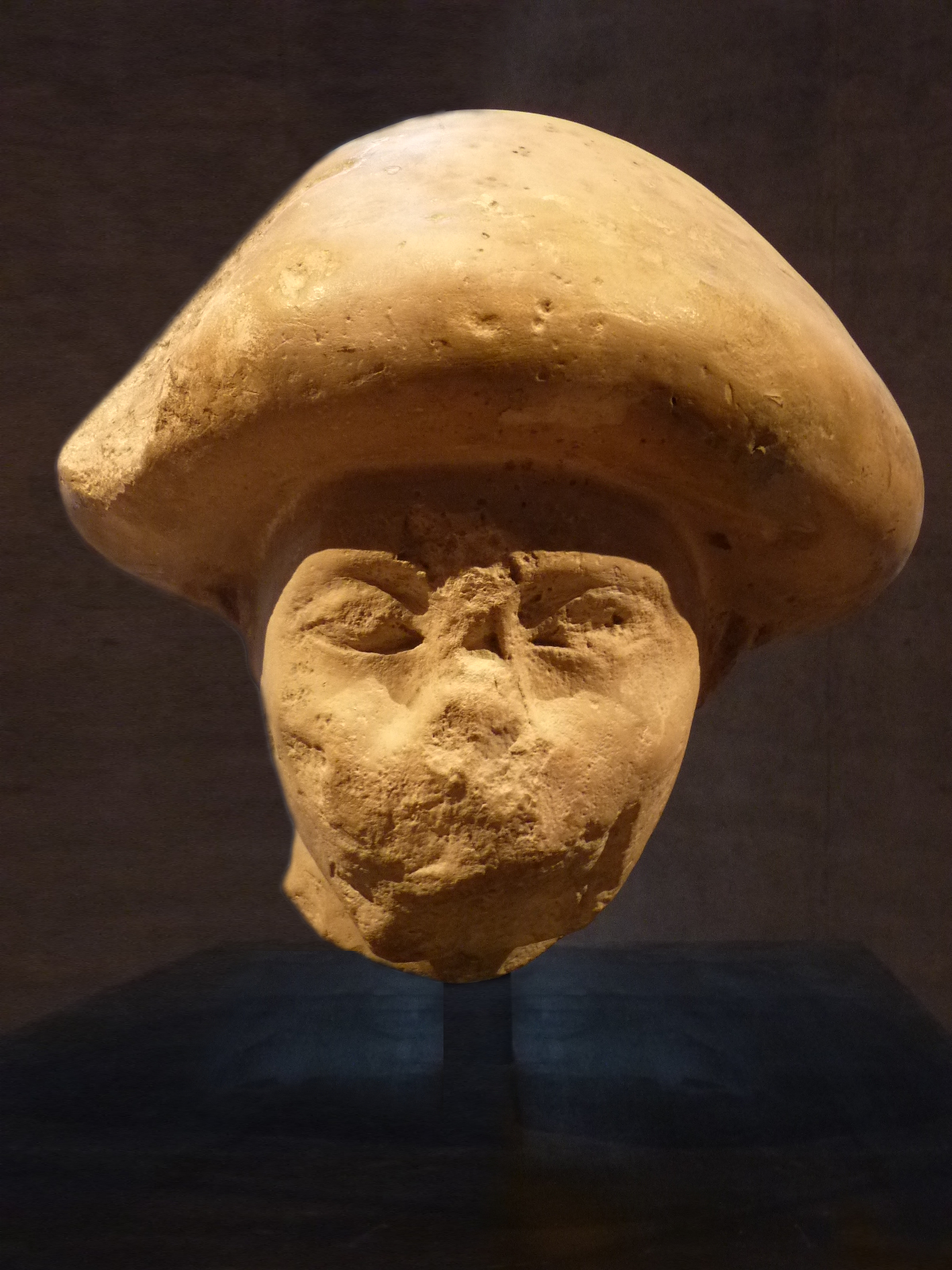
Un funcionario asiático de Avaris con el peinado de seta.

Hacia los siglos XVI y XV a. C., la mayoría de los principales centros urbanos de Levante habían sido invadidos y entraron en franca decadencia. Mari fue destruida y reducida en una serie de guerras y conflictos con Babilonia, mientras que Yamhad y Ebla fueron conquistadas y completamente destruidas por el rey hitita Mursili I hacia 1600 a. C. En el norte de Mesopotamia, la época terminó con la derrota de los estados amorreos por los reyes asirios Puzur-Sin y Adasi entre 1740-1735 a. C., y el ascenso de la dinastía nativa Sealand más al sur. En Egipto, Ahmose I expulsó del poder a los hicsos levantinos, con lo que las fronteras egipcias se adentraron en Canaán.Los amorreos acabaron siendo absorbidos por otro pueblo de habla semítica occidental conocido colectivamente como los ahlamu. Los arameos se convirtieron en el grupo más importante de los ahlamu y, a partir de 1200 a. C., los amorreos desaparecieron de las páginas de la historia.
Entre 1550 y 1170 a. C., gran parte del Levante se disputó entre Egipto y los hititas. El vacío político allanó el camino para el surgimiento de Mitanni, un reino mixto de habla semítica y hurrita cuyos nombres de la familia gobernante llevaban influencias de las lenguas indoarias. El dominio egipcio se mantuvo fuerte sobre las ciudades-estado cananeas de Palestina, enfrentándose a la resistencia principalmente de grupos nómadas pastores como los shasu. Los shasu se hicieron tan poderosos que llegaron a cortar las rutas septentrionales de Egipto a través de Palestina y Transjordania, lo que provocó una enérgica campaña punitiva de Ramsés II y su hijo Merneptah. Después de que los egipcios abandonaran la región, las ciudades-estado cananeas quedaron a merced de los shasu y los habiru, a los que se consideraba «enemigos poderosos». El control egipcio sobre el sur de Levante se derrumbó por completo tras el colapso de la Edad del Bronce tardía.

### Colapso de la Edad del Bronce tardía
Durante el siglo XII a. C., entre c. 1200 y 1150, todas estas potencias se derrumbaron repentinamente. Los sistemas estatales centralizados se derrumbaron y la región se vio azotada por la hambruna. Se desató el caos en toda la región y muchos centros urbanos fueron incendiados por los nativos afectados por la hambruna y por una serie de incursores conocidos como los Pueblos del Mar, que acabaron asentándose en Levante. El origen de los Pueblos del Mar es ambiguo y muchas teorías apuntan a que eran troyanos, sardos, aqueos, sicilianos o liciosos.
Los centros urbanos que sobrevivieron a las expansiones hitita y egipcia en 1600 a. C., como Alalakh, Ugarit, Megiddo y Kadesh, fueron arrasados y nunca se reconstruyeron. El Imperio hitita fue destruido, y su capital Tarḫuntašša fue arrasada. Egipto repelió a sus atacantes sólo con un gran esfuerzo, y durante el siglo siguiente se redujo a su núcleo territorial, con su autoridad central permanentemente debilitada.

## Edad de Hierro
A pesar del tumultuoso comienzo de la Edad del Hierro, en este periodo se difundieron varias innovaciones tecnológicas, entre las que destacan la siderurgia y el alfabeto fenicio, desarrollado por los fenicios hacia el siglo XI a. C. a partir de la antigua escritura cananea, posiblemente un híbrido de jeroglíficos, cuneiforme y el misterioso silabario de Biblos. La destrucción masiva del final de la Edad del Bronce colapsó la mayoría de los principales estados y ciudades-estado de la Edad del Bronce. A principios de la Edad del Hierro se produjo en Siria y Mesopotamia una dispersión de los asentamientos y una ruralización, con la aparición de un gran número de aldeas, pueblos y granjas.

### Norte

Estados arameos en Siria oriental y Mesopotamia.

Tras el colapso de la Edad de Bronce tardía, gran parte de Siria quedó dominada por tribus y estados arameos, que se expandieron y asentaron rápidamente por toda Siria, quizá incorporando restos de los antiguos amorreos, y Mesopotamia. La expansión pastoral de los arameos en las regiones asirias les hizo entrar rápidamente en conflicto con los asirios, cuyo dominio en la alta Mesopotamia llegó por consiguiente a su fin (ca. 1114-1056 a. C.). La infiltración aramea se extendió también al sur de Mesopotamia, donde su presencia se dejó sentir en ciudades del centro de Babilonia ya en el siglo X. Algunos de los principales reinos arameos fueron Aram-Damasco, Hamat, Bet-Adini, Samʾal, Bet-Bagyan, Aram-Zobah, Bet-Zamani y Bet-Halupe. En el norte de Siria, la dispersión de los hititas y la expansión de los arameos dieron lugar a un conglomerado de reinos de habla semítica occidental y anatolia conocidos como los estados sirio-hititas.
Los caldeos, otro grupo de habla semítica occidental procedente de Levante, se infiltraron en Babilonia después de los arameos (ca. 940-860 a. C.), donde participaron activamente en la rebelión contra los asirios. Los textos asirios del siglo IX a. C. mencionan además a los árabes (Aribi), que habitaban franjas de tierra en el Levante y en la región fronteriza con Babilonia de forma similar a los arameos, con una presencia aparentemente entremezclada. En Laqe, cerca de Terqa, una mezcla de tribus árabes y arameas se asentó en el valle del bajo Jabur en el siglo XII a. C., formando una confederación comparable a otras ligas tribales de la época.
A lo largo de la costa del norte de Canaán, las ciudades-estado fenicias lograron escapar de la destrucción que sobrevino al colapso de la Edad del Bronce tardía y se convirtieron en potencias marítimas comerciales con colonias establecidas en todo el mar Mediterráneo. Estas colonias se extendían por Cerdeña, el norte de África, Chipre, Sicilia, Malta e Iberia. Una colonia destacada, Cartago (del púnico qrt-ḥdšt, que significa «Ciudad Nueva»), se convertiría con el tiempo en una ciudad-estado independiente que se enfrentó a la República Romana por el control del Mediterráneo. Los fenicios transmitieron su sistema alfabético a través de las redes marítimas, que con el tiempo fue adoptado y desarrollado en el alfabeto griego y el alfabeto latino.

### Sur

Reinos del Levante meridional c. siglo IX a. C.

En el Levante meridional, los grupos tribales nómadas pastores comenzaron a asentarse a principios del siglo XI. Entre ellos se encontraban los israelitas en Cisjordania y los amonitas, moabitas y edomitas en Transjordania. Los filisteos, un grupo de inmigrantes egeos, llegaron a las costas de Canaán hacia 1175 a. C. y se establecieron allí.
Durante el siglo VII a. C., no menos de ocho naciones se asentaron en el Levante meridional. Entre ellas se encontraban los arameos del reino de Geshur; los samaritanos que sustituyeron al reino israelita en Samaria; los fenicios en las ciudades del norte y partes de Galilea; los filisteos en la pentápolis filistea; los tres reinos de Transjordania: Amón, Moab y Edom; y los judaicos del reino de Judá.

### Dominio extranjero

#### Asirios

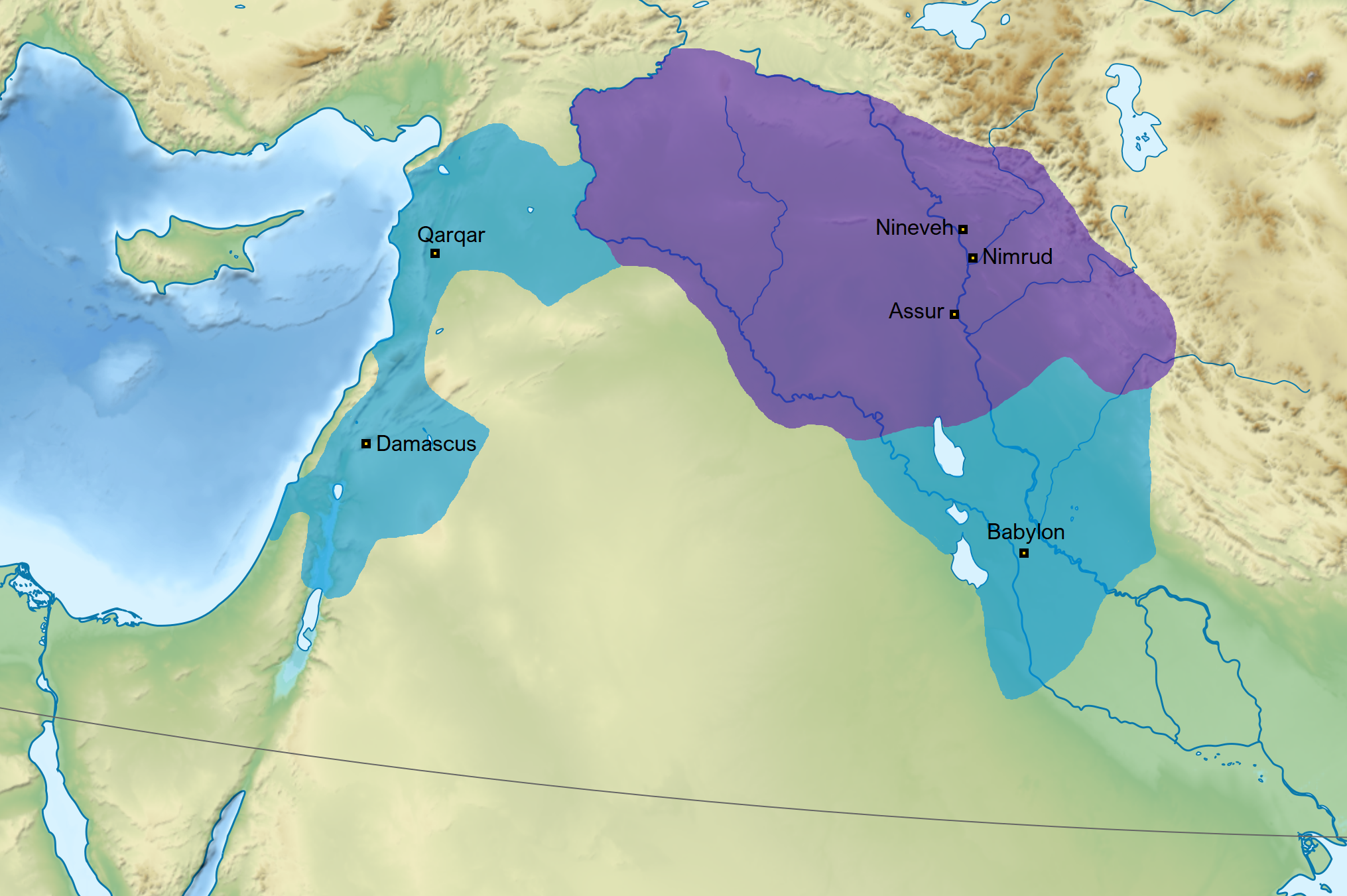
Mapa del Imperio neoasirio antes (púrpura) y después (púrpura y azul) del reinado de Tiglat-Pileser (745-727 a.C.).

En la Edad de Hierro, el Levante se caracterizaba por retazos de reinos dispersos y confederaciones tribales que procedían del mismo medio cultural y lingüístico. En ocasiones, estos pueblos se unieron contra la expansión de las regiones vecinas, sobre todo en la batalla de Qarqar (853 a. C.), en la que una alianza de arameos, fenicios, israelitas, amonitas y árabes se unió contra los asirios bajo el mando de Salmanasar III (859-824 a. C.). La alianza, dirigida por Hadadezer de Aram-Damasco, logró detener al ejército asirio, que contaba con 120.000 soldados activos en Siria.
Hacia el 843 a. C., la situación política en el centro y sur de Siria cambió radicalmente, después de que Hazael sucediera a Hadadzer como rey de Aram-Damasco. La alianza antiasiria se disolvió y los antiguos aliados de Aram-Damasco se convirtieron en enemigos. En el 842, Hazael invadió las zonas septentrionales del reino de Israel y, al parecer, penetró en las llanuras costeras hasta Asdod, apoderándose de Galaad y el este de Jordania en el proceso. Hazael sobrevivió a los intentos asirios de subyugar Aram-Damasco y también expandió su influencia en el norte de Siria, donde cruzó el río Orontes y se apoderó de territorios hasta Alepo. Estas incursiones septentrionales permitieron a Hazael controlar gran parte de Siria y Palestina, desde Egipto hasta el Éufrates. El poder de Hazael superaba con creces el de los anteriores reyes arameos, y algunos estudiosos consideran que su estado era un imperio naciente.
Los asirios lograron someter a los estados levantinos tras múltiples campañas que fueron finalizadas por Tiglat-Pileser III (745-727 a. C.). La consolidación del dominio asirio fue seguida de numerosas revueltas en todo el Levante, incluida la división en torno a ejes pro y antiasirios, y el conflicto intralevantino en la guerra siro-efraimita. El eje antiasirio incluía Damasco-Tiro-Samaria-los árabes; y un eje proasirio que incluía Arwad, Ashqalon y Gaza a los que se unieron Judá, Amón, Moab y Edom. Las fuerzas antiasirias fueron finalmente aplastadas en el 732 a. C. Aram-Damasco fue anexada y su población deportada; Hamat fue arrasada y se prohibió a los arameos reconstruirla; el reino de Israel con sede en Samaria fue destruido y, según los relatos bíblicos, la población de la ciudad fue deportada al cautiverio asirio.
La feroz resistencia y capacidad de lucha de los arameos convenció a los reyes asirios para incorporarlos al ejército, concretamente a las tribus de Gurru e Itu'u. En tiempos de Salmanasar V (727-722 a. C.), estas tribus eran parte esencial del imperio, y se les encomendó la tarea de asegurar las periferias del imperio. La identidad aramea de estas tribus probablemente contribuyó a consolidar el prestigioso estatus del arameo como lengua franca del imperio.

#### Neobabilonios
Tras la batalla de Karkemish, que aniquiló efectivamente la resistencia asiria y la intervención egipcia, Nabucodonosor II sitió Jerusalén y destruyó el Templo (597 a. C.), iniciando el periodo del cautiverio babilónico, que duró aproximadamente medio siglo. Nabucodonosor también sitió la ciudad fenicia de Tiro durante 13 años (586-573 a. C.).
Sin embargo, el posterior equilibrio de poder duró poco. En la década de 550 a. C., los aqueménidas se rebelaron contra los medos y se hicieron con el control de su imperio. En las décadas siguientes anexionaron a su imperio los reinos de Lidia, Damasco, Babilonia y Egipto, consolidando el control hasta la India. Este vasto reino se dividió en varias satrapías y se gobernó más o menos según el modelo asirio, pero con una mano mucho más ligera. Babilonia se convirtió en una de las cuatro capitales del imperio y la lengua franca era el arameo. En esta época, el zoroastrismo se convirtió en la religión predominante en Persia.

## Época clásica

### Dominio helenístico

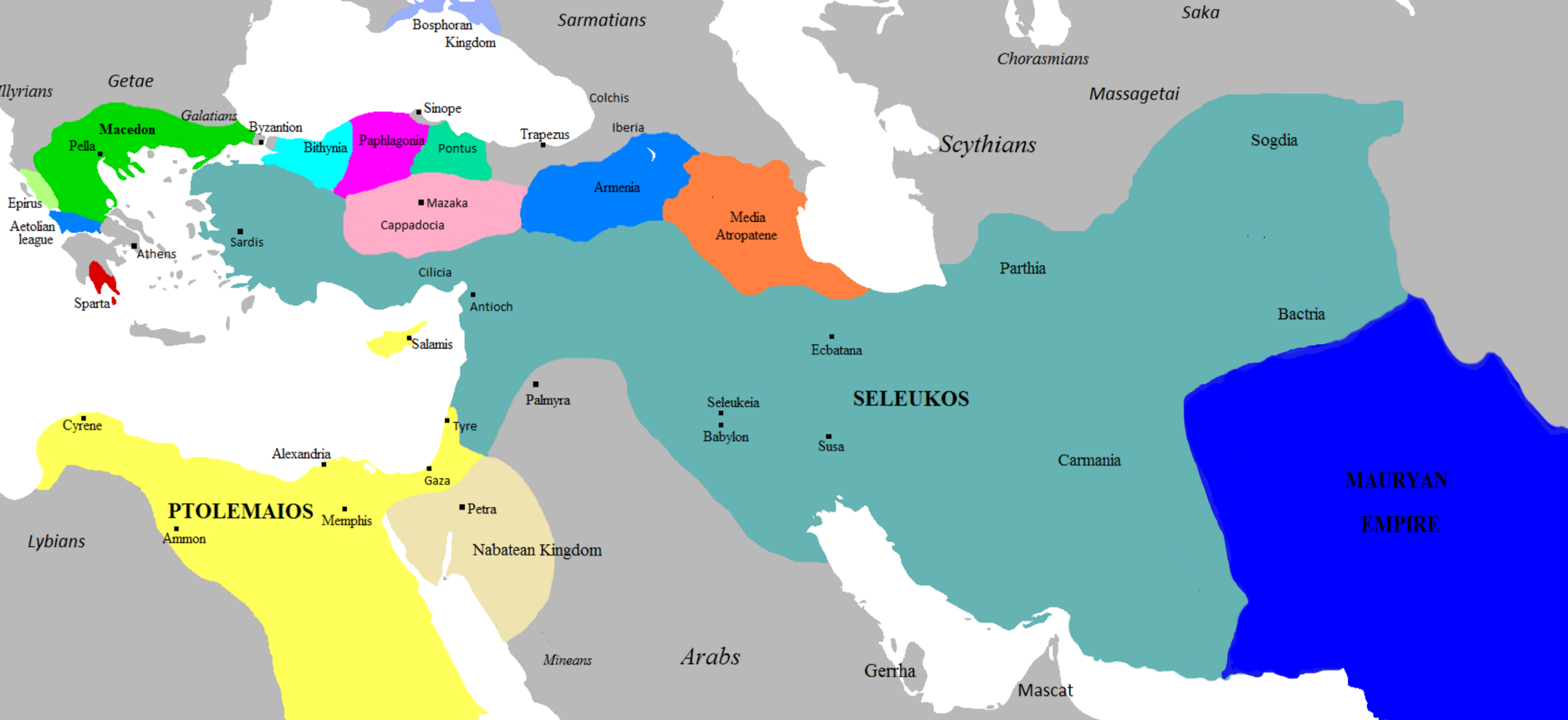
Imperio seléucida con capital en Antioquía.

El Imperio aqueménida se apoderó del Levante después del 539 a. C., pero en el siglo IV los aqueménidas habían entrado en decadencia. Los fenicios se rebelaron con frecuencia contra los persas, que les imponían elevados impuestos, a diferencia de los judíos, a quienes Ciro el Grande concedió el regreso del exilio. Las campañas de Jenofonte en 401-399 a. C. ilustraron lo vulnerable que se había vuelto Persia ante los ejércitos organizados según el modelo griego. Finalmente, un ejército de este tipo bajo el mando de Alejandro Magno conquistó el Levante en 333-332 a. C.. Sin embargo, Alejandro no vivió lo suficiente como para consolidar su reino y, poco después de su muerte en el 323 a. C., la mayor parte del este pasó a manos de los descendientes de Seleuco I Nicator. Seleuco construyó su capital, Seleucia, en el 305, pero la capital se trasladó posteriormente a Antioquía en el 240 a. C.
Alejandro y sus sucesores seléucidas fundaron muchas poleis en Siria, que fueron pobladas por tropas asentadas y lugareños. Los seléucidas también patrocinaron el asentamiento de griegos procedentes de Macedonia, Atenas, Eubea, Tesalia, Creta y Etolia en asentamientos militares por el norte de Siria y Anatolia. Fue entre estas comunidades donde se formó el griego koiné, que se convirtió en el dialecto griego estándar en todo el mundo helenístico y, más tarde, en el Imperio bizantino. El uso del griego koiné se limitó en gran medida a la administración y el comercio, mientras que el arameo siguió siendo la lengua franca en gran parte de las zonas rurales, mientras que los centros urbanos helenísticos eran en su mayoría bilingües. Durante el periodo, la cultura helenística se desarrolló como una fusión de la antigua cultura griega y las culturas locales de Siria, Babilonia y Egipto. Los reyes seléucidas también adoptarían el título de «Basileus (rey) de Siria». Entre los asentamientos helenísticos establecidos por Alejandro y sus sucesores seléucidas en Levante se encuentran:
- Antioquía (capital del imperio seléucida).
- Apamea.
- Decápolis (una liga de diez ciudades helenísticas).
- Laodicea.
- Seleucia Pieria.
- Larisa en Siria.
- Cirro.
- Calcis ad Belum.

Los colonos griegos se utilizarían para formar la falange seléucida y unidades de caballería, con hombres escogidos destinados a los regimientos de guardias del reino. Aunque los seléucidas se complacían en reclutar a grupos más pequeños y zonas periféricas del Imperio, como los árabes y judíos de Siria, los iranios de Asia Central y los habitantes de Asia Menor, por lo general evitaban reclutar a sirios y babilonios arameos nativos. Esto se debió presumiblemente a un deseo de no entrenar y armar a las personas que eran una abrumadora mayoría en el comercio y los centros de gobierno del Imperio en Antioquía y Babilonia, lo que habría socavado la existencia misma del imperio en caso de revuelta. Sin embargo, la política de reclutamiento se volvería menos estricta en el momento de la guerra romano-seleucida.

Dominios seléucidas en el 87 a. C.

### Resurgimiento de los reinos locales
Los seléucidas perdieron gradualmente sus dominios en Bactriana en favor del reino grecobactriano, y en Irán y Mesopotamia en favor del naciente Imperio parto. Con el tiempo, esto limitó los dominios seléucidas al Levante, y el declive de poder llevaría a la formación de varios estados separatistas en el Levante.
En el norte, el sátrapa grecoiranio Ptolomeo se autoproclamó rey de Comagene en el 163 a. C., mientras que los árabes abgárida gobernaban Osroene de forma independiente desde el 132 a. C. La revuelta macabea en Palestina inauguró el reino asmoneo en el 140 a. C. Los nabateos, más al sur, habían mantenido su reino desde el siglo III a. C. Esto convirtió a los seléucidas en un estado débil y vulnerable, limitado a partes de Siria y Líbano.

## Periodo romano
Los romanos se establecieron en la región en el 64 a. C. tras derrotar definitivamente a los seléucidas y a Tigranes. Pompeyo depuso al último rey seléucida Filipo II Filorromano e incorporó Siria a los dominios romanos. Sin embargo, los romanos sólo incorporaron paulatinamente los reinos locales a las provincias, lo que les otorgó una considerable autonomía en los asuntos locales. El reino herodiano de Judea sustituyó a los asmoneos en el 37 a. C. hasta su plena incorporación a la provincia de Judea en el 44 d. C. tras Herodes Agripa II. Comagene y Osroene se incorporaron en 72 y 214 EC respectivamente, mientras que Nabatea se incorporó como Arabia Petraea en 106 EC.
Entre los siglos I y III, la población de Levante alcanzó una cifra estimada de entre 3,5 y 6 millones de habitantes. Los centros urbanos alcanzaron su máximo, al igual que la densidad de población en los asentamientos rurales. Antioquía y Palmira alcanzaron un pico de entre 200.000 y 250.000 habitantes, mientras que Apamea contaba con 117.000 «ciudadanos libres» hacia el año 6 d. C. Combinada con las dependencias y aldeas, Apamea podría haber llegado a contar con 500.000 habitantes. La cordillera litoral siria, una región montañosa marginal, estaba menos densamente poblada y contaba con una población de entre 40.000 y 50.000 habitantes. Las provincias de Palestina y Transjordania representaban aproximadamente entre 800.000 y 1.200.000 habitantes. Durante los siglos I y II surgió una plétora de religiones y escuelas filosóficas. El neoplatonismo surgió con Jámblico y Porfirio, el neopitagorismo con Apolonio de Tiana y Numenio de Apamea, y el judaísmo helénico con Filón de Alejandría. El cristianismo surgió inicialmente como una secta del judaísmo y finalmente como una religión independiente a mediados del siglo II. El gnosticismo también arraigó en la región.
La región de Palestina o Judea conoció abruptos periodos de conflicto entre romanos y judíos. La primera guerra judeoromana (66-73) estalló en el año 66, con el resultado de la destrucción de Jerusalén y del Segundo Templo en el año 70. Las fuerzas de la provincia participaron directamente en la guerra; en el 66 d. C., Cestio Galo envió al ejército sirio, basado en la Legio X Fretensis y la Legio XII Fulminata reforzadas por vexillationes de la IV Scythica y la VI Ferrata, para restablecer el orden en Judea y sofocar la revuelta, pero sufrió una derrota en la batalla de Beth Horon. Sin embargo, XII Fulminata luchó bien en la última parte de la guerra, y apoyó a su comandante Vespasiano en su exitosa candidatura al trono imperial. Dos generaciones más tarde, estalló de nuevo la rebelión de Bar Kokhba (132-136), tras la cual se creó la provincia Siria Palestina en 132.

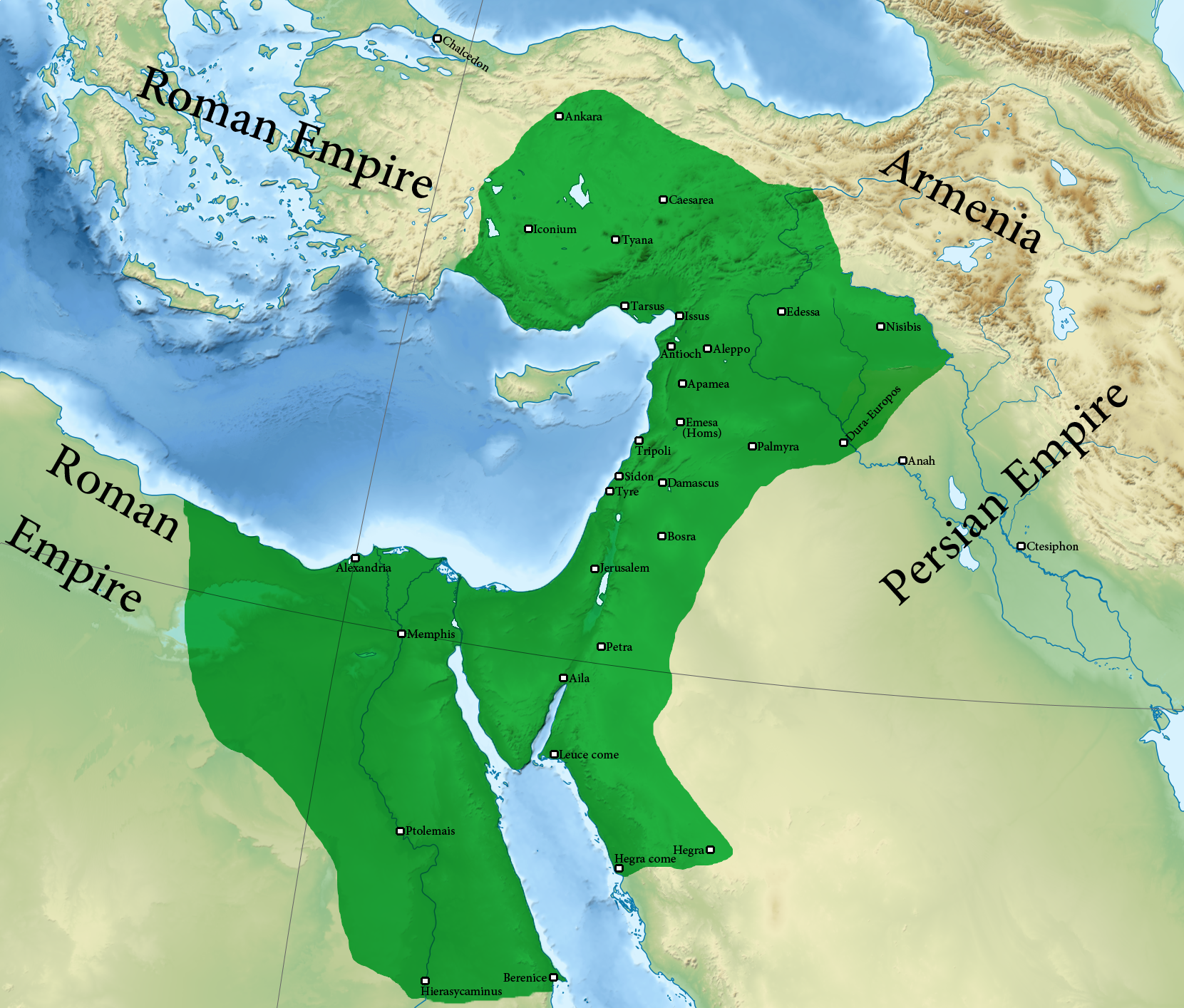
El Imperio palmirio en 271.

Durante la crisis del siglo III, los sasánidas al mando de Shapur I invadieron el Levante y capturaron al emperador romano Valeriano en la batalla de Edesa. Odaenato, notable sirio de Palmira, reunió al ejército palmirio y a los campesinos sirios, y marchó hacia el norte para enfrentarse a Shapur I. El monarca palmirio cayó sobre el ejército persa en retirada entre Samosata y Zeugma, al oeste del Éufrates, a finales del verano de 260, derrotándolos y expulsándolos. Tras eliminar a los usurpadores romanos en Siria (Balista y Quietus) en 261, Odaeanathus penetró en la provincia sasánida de Asōristān a finales de 262 y sitió la capital sasánida, Ctesifonte, en 263. Sin embargo, problemas logísticos hicieron que el asedio no pudiera prolongarse mucho tiempo, y poco después Odaenato rompió el cerco y llevó a Roma numerosos prisioneros y botín. Tras su regreso, Odaenato asumió el título de Rey de Reyes de Oriente (Mlk Mlk dy Mdnh / Rex Regum) Odaenato fue sucedido por su hijo Vaballathus bajo la regencia de su madre la reina Zenobia. En 270, Zenobia se separó de la autoridad romana y declaró el Imperio de Palmira, conquistando rápidamente gran parte de Siria, Egipto, Arabia Petraea y amplias zonas de Asia Menor, llegando hasta la actual Ankara. Sin embargo, en 273, Zenobia fue derrotada decisivamente por Aureliano y sus aliados árabes tanújidas en Siria.
Tras la división definitiva del Imperio Romano en 391, las provincias levantinas pasaron a formar parte del Imperio Bizantino. En el Levante meridional cristalizaba un foederati de nuevo cuño, los árabes gasánidas. Los gasánidas se convirtieron en un estado cliente de los bizantinos, y sirvieron de baluarte contra las incursiones sasánidas y las incursiones de los nómadas. Con la consolidación del cristianismo, los judíos se habían convertido en minoría en el sur de Levante, siendo mayoría sólo en el sur de Judea, Galilea y Golán. Las revueltas judías también se habían vuelto mucho más raras, sobre todo con la revuelta judía contra Constancio Galo (351-352) y la revuelta judía contra Heraclio (617). Esta vez los samaritanos, cuya población se elevó a más de un millón de habitantes, insurreccionaron las revueltas samaritanas (484-572) contra los bizantinos, en las que murieron unos 200.000 samaritanos, tras el levantamiento civil de Baba Rabba y su posterior ejecución en 328/362.
La devastadora guerra bizantino-sasánida de 602-628 terminó con la reconquista bizantina de la tierra, pero dejó al imperio bastante exhausto, lo que gravó fuertemente a los habitantes. El Levante se convirtió en la línea de frente entre los bizantinos y los sasánidas persas, que devastaron la región. La guerra provocó el desplazamiento de muchos habitantes de Siria y Palestina a Egipto, y de allí a Cartago y Sicilia, aunque las pruebas arqueológicas sugieren una continuidad sin problemas y pocos desplazamientos de la población en general.

## Conquista y periodo musulmán
El control romano oriental sobre el Levante duró hasta el año 636, cuando los ejércitos árabes lo conquistaron, tras lo cual pasó a formar parte del Califato Rashidun y fue conocido como Bilād ash-Shām.
Bajo los omeyas, la capital se trasladó a Damasco. Sin embargo, el Levante no experimentó un asentamiento tribal árabe a gran escala, a diferencia de Irak, donde se concentró la migración tribal árabe. Las pruebas arqueológicas e históricas sugieren claramente que tras la conquista musulmana se produjo una continuidad de la población y no hubo un abandono a gran escala de los principales lugares y regiones de Levante. Además, a diferencia de Irán, Irak y el norte de África, donde los soldados musulmanes establecieron ciudades de guarnición independientes (amsar), las tropas musulmanas de Levante se asentaron junto a la población local en ciudades preexistentes como Damasco, Homs, Jerusalén y Tiberíades. Los omeyas también contaban con las tribus árabes sirias nativas para su ejército, que supervisaban una política de reclutamiento que hizo que un número considerable de miembros de tribus y campesinos fronterizos engrosaran las filas de las fuerzas regulares y auxiliares. Se trataba de tribus árabes que habitaban el Levante antes del Islam, e incluían tribus como los lájmidas, los judham, los gasánidas, los amila, los al'kayn, los salitas y los tanújidas. Cuando los abbasíes trasladaron la capital a Bagdad en 750, los árabes musulmanes se enfrentaron al desafío de la fuerte y bien articulada identidad de Irán, mientras que en Damasco sólo tenían que lidiar con las numerosas identidades parroquiales y fracturadas del Levante.
La concentración abbasí en Irak e Irán descuidó el Levante, que a su vez experimentó un periodo de frecuentes levantamientos y revueltas. Siria se convirtió en terreno fértil para los sentimientos antiabbasíes, en diversas formas contrastadas a favor de los emayíes y de los chiíes. En 841, al-Mubarqa («el Velado») lideró una rebelión contra los abbasíes en Palestina, declarándose el Sufyani omeya. En 912, surgió una revuelta contra los abbasíes en la región de Damasco, esta vez por parte de un descendiente alí del décimo imán chií Alí al-Hadi. La creciente dawah ismailí se trasladó a la ciudad de Salamiyah como cuartel general en 765 y envió misioneros a Irak, Juzestán, Yemen, Egipto y el Magreb. Desde Salamiyah, el imán ismailí Abd Allah al-Mahdi Billah se trasladó a Sijilmasa, en Marruecos, en 904, donde sus misioneros se dedicaron al proselitismo de las tribus bereberes y acabaron estableciendo el Imperio fatimí en 909.